# Amanda Wilson
Amanda Leigh Wilson (Londra, 13 aprile 1980) è una cantante inglese di musica house.
Ha debuttato nel 2005, collaborando alla realizzazione di alcuni pezzi con i Freemasons.
La prima canzone di Amanda Wilson risale al 1998: è stata infatti solista nel brano When We Were In Love, che è arrivato in semifinale alle selezioni per l'evento Eurovision Song Contest 1998.
Amanda ha un'estensione vocale di quattro ottave e la sua voce è stata paragonata a quella di Mariah Carey.

## Discografia
- "Love On My Mind" – Freemasons (2005)
- "Electric Love" – Glamour Katz (2006)
- "Watchin'" – Freemasons (2006)
- "I Feel Like" – Freemasons (2007)
- "Gotta Let Go" – A. Lee (2007)
- "Intoxicated" – Raw (2007)
- "Heaven In Your Eyes" Night Drive (2007)
- "The Right Way" – Wawa & Herd (2007)
- "Disco's Revenge" – Gusto (2008)
- "Good 4 Me" – Daytone (2008)
- "Pure Emotion" – Mr Fix It (2008)
- "Found A Miracle" – Loveless (2008)
- "Keep This Fire Burning" - Outsiders (2008)
- "Need In Me" - Danny Dove & Steve Smart (2008)
- "Love Resurrection" - Aurora (2008)
- "You're Not Good For Me" - Roxy ST (2008)
- "Falling For You" - Soulcatcher (2008)
- "Saturday" - Weekend Lovers (2008)
- "Something Gotta Give" - Thomas Gold (2008)
- "Break It Off" - Audiostar (2008)
- "The Right Way (Remixes)" - Wawa & Herd (2009)
- "Spin it again" (2009)
- "Make It Real" - Signs (2009)
- "Surrender" - Night Drive (2009)
- "You And I" - feat. Kalwi & Remi
- "Just Because" - Thomas Gold (2009)
- "Underneath My Skin" - Nick Bridges (2009)
- "U Sure Do" (2010)
- "Satisfaction Guaranteed" - Mr Sam and Andy Duguid (2010)
- "Love U Seek" - Samuele Sartini (2010)
- "Caught Up" - Paul Harris, Michael Gray, Jon Pearn (2010)
- "Not Over You" - Olav Basoski & Redroche (2010)
- "Smile" - Sound Of Soho (2010)
- "Sometimes" - Dim Chris (2010)
- "You Found Me"- Dim Chris(2011)
- "Breaking Up" - Promise Land (2012)
- "Touch The Sky" - Provenzano (2012)
- "Doing It Again" - Remady (2012)